# Daniel Boyarin
Daniel Boyarin (* 1946 in Asbury Park, New Jersey; hebräisch דניאל בוירין) ist ein US-amerikanischer Religionsphilosoph. Seit 1990 lehrt er Talmud im Fachbereich Nahost-Studien der Universität von Kalifornien in Berkeley.

## Leben und beruflicher Werdegang
Boyarin ist amerikanischer und israelischer Staatsbürger. Er definiert sich selbst als „orthodoxen“ Juden, und zwar in dem Sinne, dass er sich sowohl dem zwingenden Charakter jüdischer Praxis für Juden verpflichtet weiß als auch eine radikale Veränderung innerhalb der sich „orthodox“ nennenden jüdischen Gruppe für notwendig erachtet.
Nach seinem Studium am Goddard College und an der Columbia-Universität verfasste Daniel Boyarin seine Dissertation am reformorientierten Jewish Theological Seminary of America. Danach war er Professor an der Ben-Gurion-Universität im Negev, an der Hebräischen Universität Jerusalem und an der Bar-Ilan-Universität, in Yale und Harvard, an der Yeshiva University und an der Berkeley-Universität. Er ist Mitglied des Enoch Seminars und arbeitet an der Henoch-Zeitschrift. 2005 wurde er in die American Academy of Arts and Sciences gewählt. Als Preisträger des Humboldt-Forschungspreises lehrte er 2016/2017 als Gastprofessor am Seminar für Katholische Theologie der Freien Universität Berlin.

## Wirken

### Überblick
Boyarins Veröffentlichungen lassen eine umfassende Beschäftigung mit der biblischen und talmudischen, parabiblischen (außerkanonischen) und damit zusammenhängenden antiken Literatur erkennen. Sie reichen von der textkritischen Edition (Traktat Nasir) über die Behandlung der Auslegungsmethodik (Midrasch sowie close reading), Fragen der Religionswissenschaft (Messias und Menschensohn), Religionsgeschichte (Diaspora sowie Märtyrertum) und Religionssoziologie (Judäo-Christentum und parting of the ways [Trennung der Wege von Judentum und Christentum]) bis hin zu exegetischen Arbeiten (zu Talmud, Tanach, Daniel, Henoch, Evangelien, Paulus u. v. a.) und philosophischen Schriften (zu Sokrates) sowie zur Genderthematik (Gender Studies und Queer-Theorie). Zahlreiche Übersetzungen ermöglichten die internationale, teils zustimmende, teils in Frage stellende Rezeption Boyarins.

### Intertextualität und Kontextualismus
Beispielhaft für das frühe Schaffen Boyarins stehen folgende Themen aus der Schrift Intertextuality and the reading of Midrash [etwa: Intertextualität und die Lesart des Midrasch. 1990]:

#### Boyarins Ansatz
Boyarin befasst sich hier insbesondere mit folgenden Methoden:
- Intertextualität: Interaktion innerhalb des Midrasch. Ein Teil der Texte antwortet auf andere Texte innerhalb des Midrasch. Es findet eine Interaktion mit Teilen innerhalb des gleichen Textes statt.
- Kontextualität: Wann und wo fand die Kon-Versation bzw. der Dialog mit Texten außerhalb des Midrasch, seien sie biblischer oder anderer Art, statt.
- Extratextualität: Extratextuelle Realität bzw. Geschichte nimmt Einfluss auf den Midrasch. So das Märtyrertum des Rabbi Akiba. Die aggadischen Geschichten antworten auf die neutestamentliche Geschichte des Christentums.

Boyarin vertritt die These, dass die Intertextualität eine Methode sei, den Midrasch zu verstehen. Diese Methode habe verschiedene Richtungen; er hält drei davon für wichtig zum Verstehen des Midrasch: Die erste Methode sei, dass der Text immer aus einem Mosaik des bewussten und unbewussten Zitierens früherer Dialoge besteht. Die zweite sei, dass Texte ihrer Art nach einen Dialog führen, ein Beispiel für Kontextualismus darstellen und dass die Bibel ein Beispiel solch eines Textes ist. Die dritte Methode sei, dass es kulturelle Codes gibt.
Boyarin stellt sich die Rabbiner als Leser vor und meint, dass diese das Beste tun würden, um der Bibel für sich selbst und für ihre damalige Zeit einen Sinn abzugewinnen. So sei der Text der Torah voller Lücken, in die der Leser rutschen würde. Der Leser würde dann den Text deuten und die Lücken mit den Codes der Kultur schließen. Der Midrasch sei nach Boyarin eine Schilderung der Wirklichkeit, wie sie die Rabbiner durch ihre ideologisch gefärbten Brillen empfanden. Es sei auch zu berücksichtigen, wie die Rabbiner die Torah in ihrer Zeit lasen und welche Wirkung das Lesen eines heiligen und maßgebenden Textes in der rabbinischen Kultur bedeutete.
Die Verbindung all dieser Einblicke in die Rolle von Intertextualität führt zu folgendem Resultat: Die biblische Erzählung (Narrativ) ist lückenhaft und voller Dialoge. Die Rolle des Midrasch ist es, die Lücken auszufüllen. Das Material, um die Lücken auszufüllen, werde wie folgt bereitgestellt: Einerseits werde das Material innerhalb des Textes bereitgestellt. Im Kanon selbst und dem Wechselspiel verschiedener Teile des Kanons zueinander mit ihren interpretierenden Wechselbeziehungen zueinander sei das Material zu finden. Andererseits sei das Material auch in der ideologischen intertextuellen Code der rabbinischen Kultur zu finden.
Das Programm für ein neues Buch gleich den Darkhe ha-Aggada von I. Heinemann (s. u.) könnte darin bestehen, das Verständnis des Midrasch als eine Art Deutung zu erforschen und zu rechtfertigen, die die kreative und interpretierende Praxis fortsetzt, die im biblischen Kanon selbst gefunden wird, die sog. intertextuelle Methode, die innerhalb eines Textes liegende Dialektik. Boyarin meint, dass die intertextuelle Lesepraxis des Midrasch eine Entwicklung der intertextuelle, interpretierenden Strategie des Tanach selbst ist.
Aufgrund seiner Polysemie bzw. seiner Mehrdeutigkeit liefert Intertextualität eine Metapher, innerhalb derer das Deuten weitergeht. Nach Boyarin wird das Deuten durch die kreative Interaktion (Intertextualität) zwischen Text und Leser und anderen Texten hergestellt. Diese Deutung erhebt nicht den Anspruch, eine einfache Paraphrase des gedeuteten Textes – Midrasch – zu sein. Es ist diese Eigenschaft, die viele Gelehrten dazu bringt, den Midrasch als eine andere Art der gewöhnlichen Deutung der Bibel zu definieren. Wichtig ist nach Boyarin, wann und wo die im Midrasch vorhandene Konversation, die sogenannte Kontextualität, stattfindet.
Außerdem ist die fragmentierte und unsystematische Oberfläche des biblischen Textes eine Verschlüsselung (Kodierung) seiner eigenen Intertextualität (Interaktion verschiedener Teile im gleichen Text zueinander). Und genau das ist es, was der Midrasch darstellt. Der Dialog und die Dialektik der Rabbiner des Midrasch werden als Gradmesser des Dialogs und der Dialektik des biblischen Textes verstanden. Boyarin bezeichnet die aggadischen Midraschim als die bedeutendste Art von Historiographie. Dies sei aber nicht deswegen der Fall, weil die Midraschim ein zutreffender subjektiver Umgang mit der Vergangenheit seien. (Daher wird an dieser Stelle Hayden V. Whites Arbeit über die Theorie von Historiographie bedeutend, denn er ist der Theoretiker, der offenbar die Rolle des Intertextes [Wechselspiel verschiedener Teile innerhalb eines Textes zueinander] in der Historiographie zur Sprache bringt.) Sie – die aggadischen Midraschim – dienen dazu, den biblischen Text aus der zufälligen und ungedeuteten Zeitgeschichte herauszunehmen und hineinzubringen in die interpretierende, mit Werten beladene Struktur einer zutreffenden Geschichtsschreibung.
Der Midrasch ist – wie jede andere Interpretation – folglich nicht ein Spiegelbild dieser Ideologie, sondern ein Dialog mit dem biblischen Text, der durch diese Ideologie bestimmt wird.

#### Kritik an der Methode von Isaak Heinemann
Boyarin übt Kritik an der Methode von Isaak Heinemann, den Midrasch zu kategorisieren, zu interpretieren und zu verstehen. Boyarin meint, dass Heinemanns Methode unflexibel sei. So kritisiert er an Heinemanns Werk Darkhe ha-Aggada [Die Wege der Aggadah. 1949], dass dieser soziale und historische Faktoren bei der Entstehung des Midrasch ignoriere. Heinemann sei zu sehr Friedrich Gundolf und Stefan George verhaftet und verabsolutiere die Methode der George-Schule. Boyarin kritisiert an Heinemann, dass dieser einerseits die rabbinischen Midraschim für eine Auslegung biblischer Textes halte, andererseits Aggadot mit erfundenen Texten vergleiche, die die Vergangenheit nicht spiegelten, sondern nichts anderes als ein „Sprachrohr für die Ansicht ihrer Autoren“ seien. Nach Boyarin waren die Midraschim eher durch die Notwendigkeiten der Rhetorik und Propaganda bestimmt und eher in der gesellschaftlichen Realität der rabbinischen Periode verwurzelt. Sie waren weniger das Produkt des kreativen Genies einzelner Rabbiner, die über den Umständen ihrer Zeit standen, wie Heinemann meint.

#### Kritik an der Methode von Jacob Neusner
Neuere Werke über rabbinische Literatur würden nach Boyarin eine Auseinandersetzung mit der Methode der Intertextualität führen. Leider würden sie den Begriff der Intertextualität missverstehen, wenn sie von dieser Methode sprechen, als ob es Texte wären, die einander entgegengesetzt wären. Beispielhaft für dieses Missverständnis sei laut Boyarin das Werk von James L. Kugel: Two Introductions to Midrash [Zwei Einleitungen in den Midrasch. 1986], das in Jacob Neusners Werk The Case of James Kugel’s Joking Rabbis and Other Serious Issues [etwa: Der Fall der scherzenden Rabbis bei James Kugel und andere ernsthafte Sachen. 1988] kritisiert wurde. Neusner sei nach Boyarin besessen davon, gegen seinen – Kugels – missverstandenen Begriff der Intertextualität als Merkmal des Midrasch zu argumentieren. In seinem Bestreben, die Vertreter der Intertextualität auf jede mögliche Weise anzugreifen, habe Neusner ein weiteres Feld der Auseinandersetzung gegen jene Gelehrten eröffnet, auf die er sich unter der Bezeichnung Kugel und seine Freunde oder manchmal Prooftexts Kreis bezieht. Nach Boyarin zeige Kugels Werk jedoch viel Neues. So den historischen Ursprung des Midrasch und dessen Verbindungen zur Apokalypse, Pseudepigraphie und Philo Judaeus aus Alexandria. Die Grenzen zwischen der midraschischen Auslegung einzelner Verse und der Gesamtheit des Kanons im Judentum seien – der landläufigen Auffassung entgegen – fließend.

### Die jüdischen Evangelien. Die Geschichte des jüdischen Christus
Beispielhaft für das jüngere Schaffen Boyarins steht die Schrift The Jewish Gospels. The Story of the Jewish Christ von 2012 [dt. Ausgabe: Die jüdischen Evangelien. Die Geschichte des jüdischen Christus. 2015] (eine Zusammenfassung bietet Kurt Bangert). Das Werk geht der Frage nach, wie die „früheste Evangelienliteratur“ als Zeugnis der in Jesus von Nazareth seitens einiger Gruppen als erfüllt angesehenen jüdischen Hoffnung auf einen menschlich-göttlichen Messias (Christus) innerhalb eines „Judentums“ sehr verschiedener religiöser Spielarten entstehen konnte und somit – wie der Buchtitel signalisiert – gemeinsamen jüdischen Ursprungs ist. Damit gelingt es dem Autor, „die von beiden Seiten so gern zugespitzte Entzweiung von Judentum und Christentum auf viel tiefer gehende Verbindungen zurückzuführen. Beide Äste der Gabel führen den Stamm fort, nur jeweils anders.“ (Johann Ev. Hafner) Für die heutige Diskussion im jüdisch-christlichen Gespräch erhofft sich Boyarin eine Rekonstruktion der gemeinsamen Ursprünge in neuen bzw. den ursprünglichen Narrativen (Erzählungen), die die historisch später entstandene gegenseitige Entfremdung überwinden sollen.

### Verwendung des Begriffs 'Israeliten'
In seinen Büchern Juden und Christen (2004, Border Lines) und Die jüdischen Evangelien (2012, The Jewish Gospels) verwendet Boyarin den Begriff "Israeliten" auch in Gegenwartsbezug. Seiner Auffassung nach ist Israeliten nicht nur ein historischer Begriff, sondern die israelitische Identität lebt fort, nur in mehreren Ausprägungen. Israeliten ist demnach ein Oberbegriff für mehrere heute lebende Nachfolgegruppen. Juden sind eine davon, aber nicht die einzige. Auch andere Gruppen wie die Samariter tragen dieselbe Wurzel. Er sieht Juden nur als eine von mehreren Fortsetzungen des Volkes Israel und nicht als dessen Exklusivvertreter. Das Israelitentum ist nicht exklusiv jüdisch, sondern eine fortbestehende, kollektive, aber diversifizierte Identität, die in mehreren religiösen und kulturellen Linien weiterlebt – darunter Juden, Samariter und andere Gruppen mit gemeinsamer Wurzel.

### Kritik an der Politik Israels
Boyarin nimmt eine kritische Haltung gegenüber dem Zionismus und der Politik des Staates Israel ein. In seinem Buch The No-State Solution (2023) plädiert er für ein jüdisches Selbstverständnis ohne einen eigenen Staat, jenseits von Staatsbürgerschaft und Nationalismus. Er kritisiert die israelische Politik gegenüber Palästinensern und sieht in der Gründung des Staates Israel eine Entfremdung von universellen ethischen Prinzipien. Die Behandlung der Palästinenser vergleicht er mit der Behandlung von Juden durch die Nationalsozialisten und beklagte die Entwicklung Israels hin zu einem „rassistischen, faschistischen Staat“.
2014 unterzeichnete er eine Erklärung mit dem Titel Jews Say: End the War on Gaza — No Aid to Apartheid Israel! BDS!, die von Jews for Boycott, Divestment and Sanctions initiiert wurde. Diese Erklärung fordert ein Ende der israelischen Militäraktionen in Gaza und unterstützt die BDS-Bewegung als Mittel des Widerstands gegen die israelische Politik. Er unterzeichnete auch ein offenes Schreiben, das die deutsche Regierung aufforderte, eine Resolution abzulehnen, die die BDS-Bewegung mit Antisemitismus gleichsetzt, und Organisationen zu unterstützen, die die israelische Besatzung friedlich herausfordern.

## Publikationen
- A Critical Edition of the Babylonian Talmud, Tractate Nazir (Doctoral dissertation, 1975).
- Intertextuality and the reading of Midrash (= Indiana studies in biblical literature. [o. Nr.]). Indiana University press, Bloomington 1990, ISBN 0-253-31251-5.
- Carnal Israel: Reading Sex in Talmudic Culture (= New historicism. Band 25). University of California Press, Berkeley 1993, ISBN 0-520-08012-2.
- A Radical Jew: Paul and the Politics of Identity (= Contraversions – Critical Studies in Jewish Literature, Culture and Society. Band 1). University of California Press, Berkeley 1994, ISBN 0-520-08592-2.
- Daniel Boyarin: Unheroic Conduct. The Rise of Heterosexuality and the Invention of the Jewish Man (= Contraversions – Critical Studies in Jewish Literature, Culture and Society. Band 8). 1. Auflage. University of California Press, Berkeley 1997, ISBN 0-520-20033-0, S. 356 (amerikanisches Englisch, Vorschau in der Google-Buchsuche [abgerufen am 8. September 2018]).
- Dying for God: Martyrdom and the Making of Christianity and Judaism (= Figurae: Reading medieval culture. [o. Nr.]). Stanford University Press, Stanford 1999, ISBN 0-8047-3617-0.
- Powers of Diaspora: Two Essays on the Relevance of Jewish Culture [mit Jonathan Boyarin]. University of Minnesota Press, Minneapolis 2002, ISBN 0-8166-3596-X.
- Queer Theory and the Jewish Question (= Between Men – Between Women. [o. Nr.]). Hrsg. von Daniel Boyarin, Daniel Itzkovitz, Ann Pellegrini. Columbia University Press, New York 2003, ISBN 0-231-11374-9.
- Sparks of the logos: Essays in rabbinic hermeneutics (= The Brill reference library of Judaism. Band 11). Brill, Leiden/Boston 2003, ISBN 90-04-12628-7 (die deutsche Übersetzung siehe unten).
  - Den Logos zersplittern. Zur Genealogie der Nichtbestimmbarkeit des Textsinns im Midrasch. Aus dem Englischen von Dirk Westerkamp (= Schriftenreihe Ha’Atelier Collegium Berlin. Nr. 3). Philo, Berlin/Wien 2002, ISBN 3-8257-0274-X.
- Border Lines: The Partition of Judaeo-Christianity (= Divinations: Rereading late ancient religion. Band 3). University of Pennsylvania Press, Philadelphia 2004, ISBN 0-8122-3764-1 (die deutsche Übersetzung siehe unten).
  - Abgrenzungen. Die Aufspaltung des Judäo-Christentums. Aus dem Englischen von Gesine Palmer (= Arbeiten zur neutestamentlichen Theologie und Zeitgeschichte. Band 10; Arbeiten zur Bibel und ihrer Umwelt. Band 1). Institut Kirche und Judentum, Zentrum für Christlich-Jüdische Studien/Lehrhaus e. V., Berlin/Dortmund 2009, ISBN 978-3-923095-70-4.
- Twenty-Four Refutations: Continuing the Conversations. In: Henoch. Historical and Textual Studies in Ancient and Medieval Judaism and Christianity/Studi storico-testuali su Giudaismo e Cristianesimo in età antica e medievale. Band XXVIII, Heft 1, 2006, ISSN 0393-6805, S. 30–45 (Replik auf die kritische Werkschau von Virginia Burrus u. a.: Boyarin’s work: A Critical Assessment, siehe unten unter Literatur/Besprechungen zu Border Lines).
- Socrates and the Fat Rabbis. The University of Chicago Press, Chicago/London 2009, ISBN 978-0-226-06916-6. [Den Talmud mit Platon lesen, und Platon mit dem Talmud].
- The Jewish Gospels: The Story of the Jewish Christ. The New Press, New York 2012, ISBN 978-1-59558-468-7 (die deutsche Übersetzung siehe unten).
  - Die jüdischen Evangelien. Die Geschichte des jüdischen Christus. Aus dem Englischen von Armin Wolf. Geleitwort von Johann Ev. Hafner. Vorwort von Jack Miles (= Judentum – Christentum – Islam. Interreligiöse Studien. Band 12), Ergon, Würzburg 2015, ISBN 978-3-95650-098-5, ISSN 1866-4873.
    - Der Menschensohn in 1. Henoch und 4. Esra. Andere jüdische Messiasse im 1. Jahrhundert. Aus dem Englischen von Armin Wolf. In: Berliner Theologische Zeitschrift. Jg. 31, Heft 1, 2014: Der Messias. Jüdische und christliche Vorstellungen messianischer Figuren, ISSN 0724-6137, S. 41–63 (Vorabdruck: Erstfassung der Übersetzung des zweiten Kapitels aus: Die jüdischen Evangelien von Daniel Boyarin).
- The Suffering Christ as a Jewish Midrash. In: Gesine Palmer, Thomas Brose (Hrsg.): Religion und Politik. Das Messianische in Theologien, Religionswissenschaften und Philosophien des zwanzigsten Jahrhunderts (= Religion und Aufklärung. Band 23). Mohr Siebeck, Tübingen 2013, ISBN 978-3-16-151048-9, ISSN 1436-2600, S. 209–224.

(Es liegen weitere Übersetzungen verschiedener Werke Boyarins vor: u. a. in Französisch, Italienisch, Iwrit, Japanisch, Portugiesisch, Russisch, Spanisch.)